# Carlo Reali
Carlo Reali (Padova, 6 dicembre 1930) è un attore e doppiatore italiano.

## Biografia

### Attore
Dopo aver recitato in un originale televisivo per le prose del teleteatro Rai nel 1959, l'anno successivo fa il suo esordio al cinema, nel film Era notte a Roma di Roberto Rossellini. Successivamente diventerà uno dei principali caratteristi dei film con Bud Spencer protagonista, come Il corsaro nero, Piedone l'africano, Pari e dispari, Lo chiamavano Bulldozer, Uno sceriffo extraterrestre... poco extra e molto terrestre, Banana Joe e nella serie televisiva Noi siamo angeli.
Ha partecipato inoltre ai film Il vizietto e Fuga per la vittoria, fra gli altri. Ha continuato a recitare in teatro, esibendosi in spettacoli come De Pretore Vincenzo e Questi fantasmi! di Eduardo De Filippo, con la regia di Enrico Maria Salerno. Ha inoltre lavorato come regista teatrale. Ha partecipato come attore a serie televisive come La piovra 3 e Distretto di Polizia. Ha inoltre recitato nelle miniserie TV Le ali della vita, con Sabrina Ferilli e Virna Lisi, e Benedetti dal Signore, con Ezio Greggio ed Enzo Iacchetti. Attivo anche in ambito radiofonico, ha preso parte a molte commedie, anche musicali, e ad alcuni sceneggiati.

### Doppiatore
Ha iniziato la carriera da doppiatore alla Società Attori Sincronizzatori verso la fine degli anni sessanta. Negli anni ottanta è passato al Gruppo Trenta, dove è divenuto una delle voci più utilizzate. Successivamente, con l'apertura delle società, è divenuto un doppiatore libero. Ha doppiato Eli Wallach, Bob Hoskins, Steve Martin, Danny DeVito, Michael Keaton, Ken Jenkins in Scrubs - Medici ai primi ferri e Tim Curry in It. Sua anche la voce di Palpatine, cattivo principale della saga Star Wars nei primi due episodi cinematografici e nei cartoni animati. 
Ha caratterizzato con la sua voce diversi personaggi di Walt Disney, fra i quali Capitan Uncino, Winston in Oliver & Company, Rospus in Taron e la pentola magica, Orazio Cavezza in Il principe e il povero, il Grillo Parlante nel ridoppiaggio de Canto di Natale di Topolino, Jet McQuack nella serie DuckTales - Avventure di paperi e Hop Pop nella prima stagione di Anfibia. Nel 2013 gli viene assegnato il Leggio d'oro alla carriera. Reali ha partecipato al doppiaggio inglese, diretto da Francesco Vairano, del film Pinocchio di Matteo Garrone del 2019, doppiando due personaggi: il venditore Cecconi (interpretato da Sergio Forconi) e l'oste del Gambero Rosso (interpretato da Marcello Marziali).

## Filmografia

### Cinema
- Era notte a Roma, regia di Roberto Rossellini (1960)
- Michelino Cucchiarella, regia di Tiziano Longo (1964)
- La vendetta della signora, regia di Bernhard Wicki (1964)
- L'amore breve, regia di Romano Scavolini (1969)
- Il corsaro nero, regia di Lorenzo Gicca Palli (1971)
- Il mostro, regia di Luigi Zampa (1977)
- Il vizietto (La Cage aux folles), regia di Édouard Molinaro (1978)
- Piedone l'africano, regia di Steno (1978)
- Pari e dispari, regia di Sergio Corbucci (1978)
- Lo chiamavano Bulldozer, regia di Michele Lupo (1978)
- Uno sceriffo extraterrestre... poco extra e molto terrestre, regia di Michele Lupo (1979)
- Chissà perché... capitano tutte a me, regia di Michele Lupo (1980)
- Occhio alla penna, regia di Michele Lupo (1981)
- Banana Joe, regia di Steno (1982)
- Camere da letto, regia di Simona Izzo (1997)
- Monella, regia di Tinto Brass (1998)
- Detective per caso, regia di Giorgio Romano (2019)
- La torta preferita di papà, regia di Linda Fratini - cortometraggio (2021)[3]

### Televisione
- La trincea, regia di Vittorio Cottafavi (1961)
- Il mondo è una prigione, regia di Vittorio Cottafavi (1962)
- Una coccarda per il re, regia di Dante Guardamagna (1970)
- L'esperimento, regia di Dante Guardamagna (1971)
- La piovra 3, regia di Luigi Perelli (1987)
- Noi siamo angeli, regia di Ruggero Deodato (1997)
- I giudici - Excellent Cadavers, regia di Ricky Tognazzi (1999)
- Benedetti dal Signore, regia di Francesco Massaro (2004)

### Documentari
- A qualcuno piacerà - Storia e storie di Elio Pandolfi, regia di Caterina Taricano e Claudio De Pasqualis (2015)
- Fellini fine mai, regia di Eugenio Cappuccio (2019)

## Teatro
- Come tu mi vuoi di Luigi Pirandello, regia di Giorgio Albertazzi, prima al Teatro Eliseo di Roma il 12 ottobre 1966.
- Pilato sempre di Giorgio Albertazzi, regia di Ruggero Rimini, prima al Teatro del Giglio di Lucca il 10 dicembre 1972.

## Prosa televisiva Rai
- La pelle degli altri, originale televisivo in 2 tempi di Arthur Miller e Romildo Craveri (1959)
- La cocuzza di Giuseppe Cassieri, regia di Carlo Lodovici (1963)
- Delitto di regime - Il caso Don Minzoni, regia di Leandro Castellani (1973)

## Doppiaggio

### Cinema
- Stan Lee in Thor: Ragnarok, Black Panther, Avengers: Infinity War, Ant-Man and the Wasp, Venom, Deadpool 2, Captain Marvel, Avengers: Endgame
- Don Ameche in Una poltrona per due, Cocoon - L'energia dell'universo, Il principe cerca moglie, Cocoon - Il ritorno
- Clint Smith in Il principe cerca moglie, Il principe cerca figlio
- Ian McDiarmid in Star Wars - Episodio I - La minaccia fantasma, Star Wars - Episodio II - L'attacco dei cloni, L'Impero colpisce ancora (riedizione 2004)
- Eli Wallach in Funny Money - Come fare i soldi senza lavorare, L'amore non va in vacanza
- Steve Martin in Looney Tunes: Back in Action
- Dominic Chianese in L'amore infedele - Unfaithful, Crimini con stile
- Colm Wilkinson e Michael Sarne in Les Misérables
- Sergio Forconi e Marcello Marziali in Pinocchio (film 2019, versione inglese)
- Danny DeVito in Mezzo professore tra i marines
- Dick Van Dyke in Il ritorno di Mary Poppins
- David Darlow in Era mio padre
- Mickey Rooney in Notte al museo - Il segreto del faraone
- Alan Arkin in Insospettabili sospetti
- Stephen Dillane in King Arthur
- Geoffrey Rush in Due amiche esplosive
- Jeffrey Tambor in Il Grinch
- Roger Lloyd Pack in Harry Potter e il calice di fuoco
- Timothy Bartlett in Lo Hobbit - La battaglia delle cinque armate
- Don Creech in X-Men - L'inizio
- Alan Dale in Indiana Jones e il regno del teschio di cristallo
- David Ryall in Il giro del mondo in 80 giorni
- Herbert Bunston in Dracula
- Bruce Jarchow in Ghost - Fantasma
- Warren Munson in Abbasso l'amore
- Jimmy O'Dea in Darby O'Gill e il re dei folletti
- Simon Callow in Il fantasma dell'Opera
- Peter Boyle in Scooby-Doo 2 - Mostri scatenati
- Darrell Hammond in Scary Movie 3 - Una risata vi seppellirà
- Christopher Ravenscroft in Enrico V
- Michael Keaton in Beetlejuice - Spiritello porcello
- Yudai Ishiyama in Dolls
- Michael Gambon in Ali G
- Rod Taylor in Bastardi senza gloria
- André Penvern in Chef
- Lloyd Bridges in L'aereo più pazzo del mondo... sempre più pazzo
- Mark Brutsche in My One and Only
- Roy Dotrice in La lettera scarlatta
- Geoffrey Lewis in L'uomo senza volto
- Charles L. Campbell in I pinguini di Mr. Popper
- Ali Reza Farahnakian in Fuori controllo
- Geoffrey Palmer in Paddington
- Jim Haynie in Un ciclone in casa
- Howard Morris in Splash - Una sirena a Manhattan
- Patrick Malahide in Billy Elliot
- Peter Spears in Chiamami col tuo nome
- Steve Millichamp in Interceptor
- Bo Hopkins in Dal tramonto all'alba 2 - Texas, sangue e denaro
- Les Doherty in Le ceneri di Angela
- John Phillip Law in 3 notti d'amore

### Film d'animazione
- Capitan Uncino ne Il bianco Natale di Topolino - È festa in casa Disney, Topolino & i cattivi Disney, Ritorno all'Isola che non c'è
- Bilbo Baggins ne Il Signore degli Anelli
- Rospus in Taron e la pentola magica
- Winston in Oliver & Company
- Orazio in Il principe e il povero
- Grillo parlante (Spirito del Natale Passato) in Canto di Natale di Topolino (Ed. 1990)
- Jet McQuack in Zio Paperone alla ricerca della lampada perduta
- Mago ne La Freccia Azzurra[4]
- Kralahome in Il re ed io
- Re Stefano in Disney Princess: Le magiche fiabe - Insegui i tuoi sogni
- Nonno Bud ne I Robinson - Una famiglia spaziale
- Sheev Palpatine/Darth Sidious in Star Wars: The Clone Wars
- Cucchiai in Rango
- Hara Motro in Laputa - Castello nel cielo
- Zio Dom ne La bottega dei suicidi
- Segretario degli Interni in Planes 2 - Missione antincendio
- Matusalemix in Asterix e il Regno degli dei
- L'esaminatore ne Il piccolo principe
- Junior Moon in Cars 3
- Papá Julio Rivera in Coco
- Dr. Billingsley in Bigfoot Junior

### Serie televisive
- Ken Jenkins in Scrubs - Medici ai primi ferri, Cougar Town
- Len Cariou in Blue Bloods, Law & Order - I due volti della giustizia
- Dominic Chianese ne I Soprano
- Steve Martin nel Muppet Show
- Tim Curry in It
- Larry Linville in M*A*S*H
- John Nolan in Person of Interest
- Vim Morello in Suits
- Dominic Carter ne Il Trono di Spade
- Alan Arkin in Get Shorty
- Felix Silla ne La famiglia Addams
- Bob Gunton in 24
- Charles Janasz in Bosch
- Ken Blackburn ne Il Signore degli Anelli - Gli Anelli del Potere
- Udo Kier in Hunters

### Cartoni animati
- Sheev Palpatine/Darth Sidious in Star Wars: Clone Wars, Star Wars: The Clone Wars, Star Wars Rebels
- Capitan Uncino in House of Mouse - Il Topoclub, Jake e i pirati dell'Isola che non c'è
- Rabbino Krustowsky (st. 29), Dott. Nussbaum, Baffogrigio e Don Castellaneta ne I Simpson[5]
- Horton Letract ed E-Z Smith in Quack Pack - La banda dei paperi
- Giudice (st. 11+) ed Ezechiele ne I Griffin[6]
- Barney Rubble (1ª voce) ne Gli antenati
- Jet McQuack in DuckTales - Avventure di paperi[7]
- Orchiello ne I Gummi
- Detective Oscar Lampadina in Argai
- Prof. Pat Pending in Wacky Races
- Voce narrante in Anna dai capelli rossi
- Zuril (3ª voce) in Ufo Robot Goldrake
- Professor Gerald Robotnik in Sonic X
- Grande Pisolo in Potsworth & Co.
- Mago Omnibus ne I Puffi
- Gary in King of the Hill
- Preside della Shuriken in Shuriken School
- Strega Lubina ne I Lunnis
- Hop Pop in Anfibia (st. 1)

### Videogiochi
- Capitan Uncino in Disneyland Adventures[8], Peter Pan: Adventures in Neverland, Peter Pan: The legend of Nerveland
- Fletcher in Cars - Motori ruggenti[9]
- Palpatine in Disney Infinity 3.0 (2015)[10]

## Riconoscimenti
- Leggio d'oro
  - 2013 – Alla carriera[2]